# Gerhard Michalski
Gerhard Michalski, nemški častnik, vojaški pilot in letalski as, * 25. junij 1917, Augsdorf, †22. februar 1946, Kaltenkirchen.

## Življenjepis
Gerhard Michalski se je rodil 25. junija 1917 v Augsdorfu v Mansfeldu. Leta 1940 je s činom poročnika začel svojo kariero lovskega pilota v JG 53. Dodeljen je bil v Gruppenstab 6./JG 53, svojo prvo zračno zmago pa je dosegel 31. marca 1940, ko je v bližini francoske meje sestrelil francoskega lovca Morane-Saulnier M.S.406. Kasneje je sodeloval tudi v bitki za Britanijo in tam dosegel osem zračnih zmag.
1. oktobra 1940 je bil imenovan za adjutanta II./JG 53, skupaj z enoto pa je bil ob začetku invazije na Sovjetsko zvezo premeščen ne vzhodno fronto. Tam je do konca avgusta 1941 dosegel 13 zračnih zmag, kar je pomenilo 22 skupnih zmag. 1. oktobra 1941 je bil nadporočnik Michalski dodeljen kot Staffelkapitän k 4./JG 53, ki je imel bazo v Leeuwardenu na Nizozemskem. Konec novembra je bila enota prestavljena na Sicilijo, kjer je bila njena glavna naloga delovanje nad Malto. Tam je Michalski postal najbolj uspešen nemški as v Sredozemlju, saj je tam dosegel 26 zmag. 
1. junija 1942 je Michalski postal Gruppenkommandeur II./JG 53 in še isti dan dosegel svojo trideseto zračno zmago. 4. septembra je za 41 doseženih zračnih zmag prejel visoko odlikovanje, Viteški križ železnega križca. Na svoji petstoti bojni nalogi se je 15. oktobra Michalski v zalivu Marsaxxlokk zapletel v spopad z britanskimi lovci Supermarine Spitfire. V boju je bil zadet, njegov Messerschmitt Bf 109 G-2 (W. Nr. 10 484) pa je strmoglavil v morje. Michalskemu je uspelo iz padajočega letala še pravočasno izskočiti s padalom, iz morja pa ga je rešil nemški hidroplan Dornier Do-24. 
Še isti mesec je bila II./JG 53 premeščena v Tunizijo, kjer je Michalski do konca maja 1943 dosegel novih osem zmag, med njimi tudi svojo petdeseto, britanskega Spitfira, ki ga je sestrelil 1. januarja 1943 nad pristaniškim mestom Bone. Po nemškem porazu v Tuniziji je bila II./JG 53 konec maja premeščena nazaj na Sicilijo. Tam je bil Michalski 18. junija v bližini Donnafucate s svojim Bf 109 G-6 (W. Nr. 16 362) ponovno sestreljen v boju s Spitfiri. Tudi tokrat mu je iz letala uspelo izskočiti. V spopadu je bil ranjen in je, po tem, ko so ga iz morja rešili, odšel na zdravljenje v bolnišnico v Ragusi.
V enoto se je vrnil konec avgusta 1943, 1. septembra pa je s činom majorja začasno prevzel poveljstvo nad JG 53, ko je njen poveljnik, komodor, polkovnik Günther von Maltzahn zaradi malarije okreval v bolnišnici. von Maltzahn se je vrnil 28. septembra, Michalski pa se je vrnil v II./JG 53. 
Novembra 1943 je bila II./JG 53 spet premeščena. Tokrat so jo prestavili v Avstrijo, kjer je postala njena glavna naloga obramba rajha. Michalski je 2. novembra zabeležil svojo šestdeseto zmago, 24. aprila 1944 pa je postal komodor JG z.b.V s sedežem v Kasslu v Nemčiji, ustanovili pa so jo za nadzor nad skupinami III./JG 3, I./JG 5, II./JG 27, III./JG 54 in II./JG 53. 
1. maja 1944 je bil Michelski s svojim Messerschmittom Bf 109 G-6 (W. Nr. 440 232) spet sestreljen in ranjen v zračnem spopadu. Po okrevanju je bil 20. maja premeščen v Verbandsführerschule generalne uprave šol za lovske pilote, 21. julija pa v Stabsstaffel I./JG 11. Že 18. avgusta 1944 je bil imenovan za komodorja JG 4, 25. novembra pa je za 72 doseženih zračnih zmag prejel hrastove liste k viteškemu križu (Nr. 667). Svojo zadnjo, 73. zmago je dosegel 8. marca 1945 nad zahodno fronto. Vojno je preživel s činom podpolkovnika, 22. februarja 1946 pa je doživel hudo prometno nesrečo, v kateri je utrpel tako hude poškodbe, da je kmalu za tem umrl v bolnišnici v Kaltenkirchnu.
Gerhard Michalski je med drugo svetovno vojno na 652 bojnih nalogah dosegel 73. zračnih zmag, od katerih jih je 59 dosegel nad zahodnim bojiščem, med zmagami pa je bilo 13 težkih štirimotornih bombnikov in 29 lovcev Supermarine Spitfire. 

## Odlikovanja
- Železni križec 2. in 1. razreda
- Viteški križ železnega križca (4. september 1942)
  - Hrastovi listi k viteškemu križu (25. november 1944)